# مونتالدو تورینزه
مونتالدو تورینزه (به ایتالیایی: Montaldo Torinese) یک کومونه در ایتالیا است که در استان تورین واقع شده‌است. مونتالدو تورینزه ۴٫۷ کیلومترمربع مساحت و ۷۱۴ نفر جمعیت دارد و ۳۷۵ متر بالاتر از سطح دریا واقع شده.